# ドス・エレスの虐殺
ドス・エレスの虐殺(Dos Erres massacre)は、グアテマラ内戦の中で1982年12月6日から12月8日までに、ラ・リベルタードのドス・エレス村にて実行された虐殺事件である。

## 概要
虐殺の当事者は陸軍特殊部隊のカイビレスである。同部隊は、この虐殺以前から左翼ゲリラの首を切断するなど、残虐性で知られていた。
この虐殺は、1982年10月ドス・エレス近辺にて左翼ゲリラがグアテマラ陸軍の車列を襲撃し兵士19人を殺害したことへの報復として行われた。58人のゲリラの格好をしたカイビレス隊員がドス・エレス村に侵入し、「予防接種」と称して村人達を誘導すると、カイビレス隊員は村人達に襲い掛かった。村人達は目隠しをされた上、こん棒で殴り殺され、遺体は井戸に投げ捨てられており、被害者は女・子供を含めた200人以上になったという。

## 処罰
内戦終了後、虐殺を実行したカイビレス隊員のうち5人に禁錮6060年の判決が言い渡されている。